# Contea di Yellow Medicine
La contea di Yellow Medicine in inglese Yellow Medicine County è una contea dello Stato del Minnesota, negli Stati Uniti. La popolazione al censimento del 2000 era di 11 080 abitanti. Il capoluogo di contea è Granite Falls